# Lista de capítulos de Mugen no Juunin
O mangá Mugen no Juunin, escrito e ilustrado por Hiroaki Samura, foi publicado pela editora Kodansha na revista Afternoon. O primeiro capítulo de Mugen no Juunin foi publicado em junho de 1993 e a publicação se encerrou em dezembro de 2012 no capítulo 206, contando com 30 volumes. Nesta página, os capítulos estão listados por volume, com seus respectivos títulos originais (títulos originais na coluna secundária, os volumes de Mugen no Juunin não são titulados).
No Brasil, foi licenciado e publicado pela editora Conrad e foram publicadas 38 edições meio-tanko (equivalentes a 19 volumes originais) entre novembro de 2004 e abril de 2007. Foi cancelado devido às dificuldades da editora nos anos seguintes. Atualmente é licenciado pela editora JBC, e publicado em formato Big (compilando dois volumes originais em uma edição Big) desde dezembro de 2015.

## Volumes 1~10
| - Prelúdio. Pecador - 1. Domínio - 2. Gênio - 3. Fanático | - 序幕. 罪人 (Jomaku. Togabito) - 1. 征服 (Seifuku) - 2. 天才 (Tensai) - 3. 執人 (Shūjin) |

| - 4. Canção dos Vermes - Caminho do Fogo - 5. Canção dos Vermes - Caminho do Sangue - 6. Canção dos Vermes - Caminho da Espada - 7. Dedilhando Sonhos (Parte 1) - 8. Dedilhando Sonhos (Parte 2) | - 4. 蟲の唄・火途 (Mushi no Uta - Kazu) - 5. 蟲の唄・血途 (Mushi no Uta - Ketsuzu) - 6. 蟲の唄・刀途 (Mushi no Uta - Tōzu) - 7. 夢弾 ‹其の一› (Yumebiki ‹Sono Ichi›) - 8. 夢弾 ‹其の二› (Yumebiki ‹Sono Ni›) |

| - 9. Dedilhando Sonhos (Parte 3) - 10. Dedilhando Sonhos (Parte 4) - 11. Dedilhando Sonhos (Parte 5) - 12. O Desafio de Rin (Parte 1) - 13. O Desafio de Rin (Parte 2) | - 9. 夢弾 ‹其の三› (Yumebiki ‹Sono San›) - 10. 夢弾 ‹其の四› (Yumebiki ‹Sono Yon›) - 11. 夢弾 ‹其の五› (Yumebiki ‹Sono Go›) - 12. 斜凜 ‹其の一› (Sharin ‹Sono Ichi›) - 13. 斜凜 ‹其の二› (Sharin ‹Sono Ni›) |

| - 14. Em Penas Silenciosas (Parte 1) - 15. Em Penas Silenciosas (Parte 2) - 16. Em Penas Silenciosas (Parte 3) - 17. Em Penas Silenciosas (Parte 4) - 18. Em Penas Silenciosas (Parte 5) - 19. Em Penas Silenciosas (Parte 6) | - 14. 羽根は静かに ‹其の一› (Hane wa Shizuka ni ‹Sono Ichi›) - 15. 羽根は静かに ‹其の二› (Hane wa Shizuka ni ‹Sono Ni›) - 16. 羽根は静かに ‹其の三› (Hane wa Shizuka ni ‹Sono San›) - 17. 羽根は静かに ‹其の四› (Hane wa Shizuka ni ‹Sono Yon›) - 18. 羽根は静かに ‹其の五› (Hane wa Shizuka ni ‹Sono Go›) - 19. 羽根は静かに ‹其の六› (Hane wa Shizuka ni ‹Sono Roku›) |

| - 20. Em Penas Silenciosas (Parte 7) - 21. Sombras Nefastas (Parte 1) - 22. Sombras Nefastas (Parte 2) - 23. Sombras Nefastas (Parte 3) - 24. Alimento | - 20. 羽根は静かに ‹其の七› (Hane wa Shizuka ni ‹Sono Nana›) - 21. 凶影 ‹其の一› (Kyōei ‹Sono Ichi›) - 22. 凶影 ‹其の二› (Kyōei ‹Sono Ni›) - 23. 凶影 ‹其の三› (Kyōei ‹Sono San›) - 24. 糧 (Kate) |

| - 25. Aquilo que Nunca se Revelará (Parte 1) - 26. Aquilo que Nunca se Revelará (Parte 2) - 27. Aquilo que Nunca se Revelará (Parte 3) - 28. Aquilo que Nunca se Revelará (Parte 4) - 29. Aquilo que Nunca se Revelará (Parte 5) - 30. Aquilo que Nunca se Revelará (Parte 6) - 31. Aquilo que Nunca se Revelará (Parte 7) | - 25. 現ズル事無キ代物 ‹其の一› (Genzuru Koto Naki Shiromono ‹Sono Ichi›) - 26. 現ズル事無キ代物 ‹其の二› (Genzuru Koto Naki Shiromono ‹Sono Ni›) - 27. 現ズル事無キ代物 ‹其の三› (Genzuru Koto Naki Shiromono ‹Sono San›) - 28. 現ズル事無キ代物 ‹其の四› (Genzuru Koto Naki Shiromono ‹Sono Yon›) - 29. 現ズル事無キ代物 ‹其の五› (Genzuru Koto Naki Shiromono ‹Sono Go›) - 30. 現ズル事無キ代物 ‹其の六› (Genzuru Koto Naki Shiromono ‹Sono Roku›) - 31. 現ズル事無キ代物 ‹其の七› (Genzuru Koto Naki Shiromono ‹Sono Nana›) |

| - 32. O Bando (Inconsistência) - 33. O Bando (Aguaceiro - Parte 1) - 34. O Bando (Aguaceiro - Parte 2) - 35. O Bando (O Fim da Vila - Parte 1) - 36. O Bando (O Fim da Vila - Parte 2) - 37. O Bando (Camaradas - Parte 1) - 38. O Bando (Camaradas - Parte 2) - 39. O Bando (Camaradas - Parte 3) - 40. O Bando (Camaradas - Parte 4) | - 32. 群 ‹斑› (Mura ‹Madara›) - 33. 群 ‹叢雨・其の一› (Mura ‹Murasame - Sono Ichi›) - 34. 群 ‹叢雨・其の二› (Mura ‹Murasame - Sono Ni›) - 35. 群 ‹村鋒・其の一› (Mura ‹Murahachi - Sono Ichi›) - 36. 群 ‹村鋒・其の二› (Mura ‹Murahachi - Sono Ni›) - 37. 群 ‹群れ・其の一› (Mura ‹Mure - Sono Ichi›) - 38. 群 ‹群れ・其の二› (Mura ‹Mure - Sono Ni›) - 39. 群 ‹群れ・其の三› (Mura ‹Mure - Sono San›) - 40. 群 ‹群れ・其の四› (Mura ‹Mure - Sono Yon›) |

| - 41. O Bando (Camaradas - Parte 5) - 42. O Bando (Camaradas - Parte 6) - 43. O Bando (Chama) - 44. O Bando (Tempestade - Parte 1) - 45. O Bando (Tempestade - Parte 2) - 46. Segredos (Parte 1) - 47. Segredos (Parte 2) | - 41. 群 ‹群れ・其の五› (Mura ‹Mure - Sono Go›) - 42. 群 ‹群れ・其の六› (Mura ‹Mure - Sono Roku›) - 43. 群 ‹焔› (Mura ‹Homura›) - 44. 群 ‹叢時雨・其の一› (Mura ‹Murashigure - Sono Ichi›) - 45. 群 ‹叢時雨・其の二› (Mura ‹Murashigure - Sono Ni›) - 46. ひそかなる ‹其の一› (Hisoka naru ‹Sono Ichi›) - 47. ひそかなる ‹其の二› (Hisoka naru ‹Sono Ni›) |

| - 48. Segredos (Parte 2) - 49. Rastro de Sangue - 50. Carcaça - 51. Pele (Parte 1) - 52. Pele (Parte 2) - 53. Animal (Parte 1) | - 48. ひそかなる ‹其の三› (Hisoka naru ‹Sono San›) - 49. 血のあとさき (Chi no Atosaki) - 50. 殻 (Kara) - 51. 裸行 ‹其の一› (Ragyō ‹Sono Ichi›) - 52. 裸行 ‹其の二› (Ragyō ‹Sono Ni›) - 53. 獣 ‹其の一› (Kemono ‹Sono Ichi›) |

| - 54. Animal (Parte 2) - 55. Animal (Parte 3) - 56. Animal (Parte 4) - 57. Animal (Parte 5) - 58. Geada de Outono (Parte 1) - 59. Geada de Outono (Parte 2) | - 54. 獣 ‹其の二› (Kemono ‹Sono Ni›) - 55. 獣 ‹其の三› (Kemono ‹Sono San›) - 56. 獣 ‹其の四› (Kemono ‹Sono Yon›) - 57. 獣 ‹其の五› (Kemono ‹Sono Go›) - 58. 秋霜 ‹其の一› (Shūsō ‹Sono Ichi›) - 59. 秋霜 ‹其の二› (Shūsō ‹Sono Ni›) |

## Volumes 11~20
| - 60. Geada de Outono (Parte 3) - 61. Geada de Outono (Parte 4) - 62. Geada de Outono (Parte 5) - 63. Geada de Outono (Parte 6) - 64. Ladrão de Vento - 65. Ladrão de Flores - 66. Sombras - 67. Sombras de Mãos Dadas | - 60. 秋霜 ‹其の三› (Shūsō ‹Sono San›) - 61. 秋霜 ‹其の四› (Shūsō ‹Sono Yon›) - 62. 秋霜 ‹其の五› (Shūsō ‹Sono Go›) - 63. 秋霜 ‹其の六› (Shūsō ‹Sono Roku›) - 64. 風盗人 (Kazanusutto) - 65. 花盗人 (Hananusutto) - 66. 形影 (Keiei) - 67. 形影相弔フ (Keiei Aitomurau) |

| - 68. Caminho das Sombras - 69. Espinhos - 70. Espelho da Alma (Parte 1) - 71. Espelho da Alma (Parte 2) - 72. Espelho da Alma (Parte 3) - 73. Brilho e Sombras - 74. Entrelaçados - 75. Final Sangrento (Parte 1) | - 68. 形影相伴ふ (Keiei Aitomonau) - 69. 棘 (Toge) - 70. 浄玻璃 ‹其の一› (Jōhari ‹Sono Ichi›) - 71. 浄玻璃 ‹其の二› (Jōhari ‹Sono Ni›) - 72. 浄玻璃 ‹其の三› (Jōhari ‹Sono San›) - 73. 燐と陰 (Rin to Kage) - 74. 岐 (Ki) - 75. 終血 ‹其の一› (Shūketsu ‹Sono Ichi›) |

| - 76. Final Sangrento (Parte 2) - 77. Final Sangrento (Parte 3) - 78. Final Sangrento (Parte 4) - 79. Final Sangrento (Parte 5) - 80. Confissão - 81. Crepúsculo (Parte 1) - 82. Crepúsculo (Parte 2) - 83. Crepúsculo (Parte 3) | - 76. 終血 ‹其の二› (Shūketsu ‹Sono Ni›) - 77. 終血 ‹其の三› (Shūketsu ‹Sono San›) - 78. 終血 ‹其の四› (Shūketsu ‹Sono Yon›) - 79. 終血 ‹其の五› (Shūketsu ‹Sono Go›) - 80. 吐 (To) - 81. 誰そ彼 ‹其の一› (Ta so Kare ‹Sono Ichi›) - 82. 誰そ彼 ‹其の二› (Ta so Kare ‹Sono Ni›) - 83. 誰そ彼 ‹其の三› (Ta so Kare ‹Sono San›) |

| - 84. Quem é Ele? (Parte 1) - 85. Quem é Ele? (Parte 2) - 86. Quem é Ele? (Parte 3) - 87. Quem é Ele? (Parte 4) - 88. Quem é Ele? (Parte 5) - 89. Compaixão e... - 90. Abandonado - 91. Dueto | - 84. 彼は誰 ‹其の一› (Ka wa Tare ‹Sono Ichi›) - 85. 彼は誰 ‹其の二› (Ka wa Tare ‹Sono Ni›) - 86. 彼は誰 ‹其の三› (Ka wa Tare ‹Sono San›) - 87. 彼は誰 ‹其の四› (Ka wa Tare ‹Sono Yon›) - 88. 彼は誰 ‹其の五› (Ka wa Tare ‹Sono Go›) - 89. 惻々と (Sokusoku to) - 90. 神去 (Kamisari) - 91. 二人劇 (Niningeki) |

| - 92. Tei - 93. O Buraco Aberto - 94. O Caminho Mais Fácil (parte 1) - 95. O Caminho Mais Fácil (parte 2) - 96. O Caminho Mais Fácil (parte 3) - 97. O Caminho Mais Fácil (parte 4) - 98. O Caminho Mais Fácil (parte 5) | - 92. 鼎 (Tei) - 93. 開かれた穴 (Hirakareta Ana) - 94. 捷径 ‹其の一› (Shōkei ‹Sono Ichi›) - 95. 捷径 ‹其の二› (Shōkei ‹Sono Ni›) - 96. 捷径 ‹其の三› (Shōkei ‹Sono San›) - 97. 捷径 ‹其の四› (Shōkei ‹Sono Yon›) - 98. 捷径 ‹其の五› (Shōkei ‹Sono Go›) |

| - 99. Procedimentos de Operação (Parte 1) - 100. Procedimentos de Operação (Parte 2) - 101. Procedimentos de Operação (Parte 3) - 102. Procedimentos de Operação (Parte 4) - 103. Procedimentos de Operação (Parte 5) - 104. Procedimentos de Operação (Parte 6) - 105. Armadilha de Passarinho (Parte 1) | - 99. 改臓肢儀 ‹其の一› (Kaizō Shigi ‹Sono Ichi›) - 100. 改臓肢儀 ‹其の二› (Kaizō Shigi ‹Sono Ni›) - 101. 改臓肢儀 ‹其の三› (Kaizō Shigi ‹Sono San›) - 102. 改臓肢儀 ‹其の四› (Kaizō Shigi ‹Sono Yon›) - 103. 改臓肢儀 ‹其の五› (Kaizō Shigi ‹Sono Go›) - 104. 改臓肢儀 ‹其の六› (Kaizō Shigi ‹Sono Roku›) - 105. 雀羅 ‹其の一› (Jakura ‹Sono Ichi›) |

| - 106. Armadilha de Passarinho (Parte 2) - 107. Armadilha de Passarinho (Parte 3) - 108. Armadilha de Passarinho (Parte 4) - 109. Andar Descalço (Parte 1) - 110. Andar Descalço (Parte 2) - 111. Andar Descalço (Parte 3) - 112. Andar Descalço (Parte 4) - 113. Andar Descalço (Parte 5) | - 106. 雀羅 ‹其の二› (Jakura ‹Sono Ni›) - 107. 雀羅 ‹其の三› (Jakura ‹Sono San›) - 108. 雀羅 ‹其の四› (Jakura ‹Sono Yon›) - 109. 徒跣 ‹其の一› (Kachihadashi ‹Sono Ichi›) - 110. 徒跣 ‹其の二› (Kachihadashi ‹Sono Ni›) - 111. 徒跣 ‹其の三› (Kachihadashi ‹Sono San›) - 112. 徒跣 ‹其の四› (Kachihadashi ‹Sono Yon›) - 113. 徒跣 ‹其の五› (Kachihadashi ‹Sono Go›) |

| - 114. Vida ou Morte - 115. Buraco de Texugo (Parte 1) - 116. Buraco de Texugo (Parte 2) - 117. Buraco de Texugo (Parte 3) - 118. Buraco de Texugo (Parte 4) - 119. Ninho de Lontra (Parte 1) - 120. Ninho de Lontra (Parte 2) | - 114. 活殺 (Kassatsu) - 115. 猯の巣 ‹其の一› (Mami no Su ‹Sono Ichi›) - 116. 猯の巣 ‹其の二› (Mami no Su ‹Sono Ni›) - 117. 猯の巣 ‹其の三› (Mami no Su ‹Sono San›) - 118. 猯の巣 ‹其の四› (Mami no Su ‹Sono Yon›) - 119. 獺の巣 ‹其の一› (Kawauso no Su ‹Sono Ichi›) - 120. 獺の巣 ‹其の二› (Kawauso no Su ‹Sono Ni›) |

| - 121. Ninho de Lontra (Parte 3) - 122. Morada do Demônio (Parte 1) - 123. Morada do Demônio (Parte 2) - 124. Morada do Demônio (Parte 3) - 125. Morada do Demônio (Parte 4) - 126. Morada do Demônio (Parte 5) - 127. Morada do Demônio (Parte 6) | - 121. 獺の巣 ‹其の三› (Kawauso no Su ‹Sono San›) - 122. 鬼の巣 ‹其の一› (Oni no Su ‹Sono Ichi›) - 123. 鬼の巣 ‹其の二› (Oni no Su ‹Sono Ni›) - 124. 鬼の巣 ‹其の三› (Oni no Su ‹Sono San›) - 125. 鬼の巣 ‹其の四› (Oni no Su ‹Sono Yon›) - 126. 鬼の巣 ‹其の五› (Oni no Su ‹Sono Go›) - 127. 鬼の巣 ‹其の六› (Oni no Su ‹Sono Roku›) |

| - 128. Morada do Demônio (Parte 7) - 129. Morada do Demônio (Parte 8) - 130. Morada do Demônio (Parte 9) - 131. Morada do Demônio (Parte 10) - 132. Morada do Demônio (Parte 11) - 133. Morada do Demônio (Parte 12) - 134. Procedimentos de Operação (Conclusão) | - 128. 鬼の巣 ‹其の七› (Oni no Su ‹Sono Nana›) - 129. 鬼の巣 ‹其の八› (Oni no Su ‹Sono Hachi›) - 130. 鬼の巣 ‹其の九› (Oni no Su ‹Sono Kyū›) - 131. 鬼の巣 ‹其の十› (Oni no Su ‹Sono Jū›) - 132. 鬼の巣 ‹其の十一› (Oni no Su ‹Sono Jū Ichi›) - 133. 鬼の巣 ‹其の十二› (Oni no Su ‹Sono Jū Ni›) - 134. 改臓肢儀 ‹終章› (Kaizō Shigi ‹Shūshō›) |

## Volumes 21~30
| - 135. Pegadas - 136. Fantasmas Inquietos - 137. Visitantes (Parte 1) - 138. Visitantes (Parte 2) - 139. Neve de Inverno - 140. Crisântemo da Noite - 141. Companheiro (Parte 1) | - 135. 跫音 (Kyōon) - 136. 鬼哭 (Kikoku) - 137. おとづれ ‹其の一› (Otozure ‹Sono Ichi›) - 138. おとづれ ‹其の二› (Otozure ‹Sono Ni›) - 139. 冬餉抄 (Fuyugeshō) - 140. 夜掬 (Yogiku) - 141. みちづれ ‹其の一› (Michizure ‹Sono Ichi›) |

| - 142. Companheiro (Parte 2) - 143. Sargeta - 144. Poder e Névoa - 145. Neve Carmesim - 146. Vestígios de Coração - 147. Testando as Águas - 148. Espada Escarlate Ryoran | - 142. みちづれ ‹其の二› (Michizure ‹Sono Ni›) - 143. 暗渠 (Ankyo) - 144. 雲井霞 (Kumoi Kasumi) - 145. 六花紅 (Rokka Kurenai) - 146. こころの迹 (Kokoro no Ato) - 147. 瀬踏 (Sebumi) - 148. 緋剣繚乱 (Hiken Ryōran) |

| - 149. Complicado - 150. Folha Branca, Brilhando Sob o Luar - 151. Massacre (Parte 1) - 152. Massacre (Parte 2) - 153. Massacre (Parte 3) - 154. Massacre (Parte 4) - 155. Evasão | - 149. 交錯 (Kōsaku) - 150. 帷、月下に白く (Tobari, Gekka ni Shiroku) - 151. 鏖 ‹其の一› (Minagoroshi ‹Sono Ichi›) - 152. 鏖 ‹其の二› (Minagoroshi ‹Sono Ni›) - 153. 鏖 ‹其の三› (Minagoroshi ‹Sono San›) - 154. 鏖 ‹其の四› (Minagoroshi ‹Sono Yon›) - 155. 遁 (Ton) |

| - 156. Nevando no Alvorecer - 157. Flocos de Neve - 158. A Neve como Flores - 159. A Neve Florescendo ao Luar - 160. Procedimentos de Operação - A Verdade Não Dita - 161. Como a Nevasca (Parte 1) - 162. Como a Nevasca (Parte 2) | - 156. 明風花 (Akenokazabana) - 157. 雪花 (Setsuka) - 158. 雪月花 (Setsugetsuka) - 159. 風花雪月 (Fūkasetsugetsu) - 160. 改臓肢儀・真説 (Kaizō Shigi - Shinsetsu) - 161. 霏々として ‹其の一› (Hihi toshite ‹Sono Ichi›) - 162. 霏々として ‹其の二› (Hihi toshite ‹Sono Ni›) |

| - 163. Como a Nevasca (Parte 3) - 164. Como a Nevasca (Parte 4) - 165. Como a Nevasca (Parte 5) - 166. Como a Nevasca (Parte 6) - 167. Como a Nevasca (Parte 7) - 168. Alimento (Parte 2) - 169. Calmo como uma Pena...... | - 163. 霏々として ‹其の三› (Hihi toshite ‹Sono San›) - 164. 霏々として ‹其の四› (Hihi toshite ‹Sono Yon›) - 165. 霏々として ‹其の五› (Hihi toshite ‹Sono Go›) - 166. 霏々として ‹其の六› (Hihi toshite ‹Sono Roku›) - 167. 霏々として ‹其の七› (Hihi toshite ‹Sono Nana›) - 168. 糧 ‹其の二› (Kate ‹Sono Ni›) - 169. 凪ぎて羽根は・・・・・・ (Nagite Hane wa......) |

| - 170. Sereno na Teia de Aranha - 171. Jarras (Parte 1) - 172. Jarras (Parte 2) - 173. Jarras (Parte 3) - 174. Jarras (Parte 4) - 175. Os Últimos Dez (Parte 1) - 176. Os Últimos Dez (Parte 2) - 177. Os Últimos Dez (Parte 3) | - 170. くものいの露 (Kumo no I no Tsuyu) - 171. 壺 ‹其の一› (Tsubo ‹Sono Ichi›) - 172. 壺 ‹其の二› (Tsubo ‹Sono Ni›) - 173. 壺 ‹其の三› (Tsubo ‹Sono San›) - 174. 壺 ‹其の四› (Tsubo ‹Sono Yon›) - 175. 十掉尾 ‹其の一› (Juttōbi ‹Sono Ichi›) - 176. 十掉尾 ‹其の二› (Juttōbi ‹Sono Ni›) - 177. 十掉尾 ‹其の三› (Juttōbi ‹Sono San›) |

| - 178. Chovendo Caos (Parte 1) - 179. Chovendo Caos (Parte 2) - 180. Chovendo Caos (Parte 3) - 181. Chovendo Caos (Parte 4) - 182. Neve Suja (Parte 1) - 183. Neve Suja (Parte 2) - 184. Chovendo Caos (Parte 5) | - 178. 鎖乱 ‹其の一› (Samidare ‹Sono Ichi›) - 179. 鎖乱 ‹其の二› (Samidare ‹Sono Ni›) - 180. 鎖乱 ‹其の三› (Samidare ‹Sono San›) - 181. 鎖乱 ‹其の四› (Samidare ‹Sono Yon›) - 182. 泥雪 ‹其の一› (Deisetsu ‹Sono Ichi›) - 183. 泥雪 ‹其の二› (Deisetsu ‹Sono Ni›) - 184. 鎖乱 ‹其の五› (Samidare ‹Sono Go›) |

| - 185. A Lei da Estrada (Parte 1) - 186. A Lei da Estrada (Parte 2) - 187. Cortando o Leme (Parte 1) - 188. Cortando o Leme (Parte 2) - 189. Cheio de Espíritos - 190. Céu Agitado - 191. Nirvana | - 185. 道さだめ ‹其の一› (Michi Sadame ‹Sono Ichi›) - 186. 道さだめ ‹其の二› (Michi Sadame ‹Sono Ni›) - 187. 楫を絶え ‹其の一› (Kaji o Tae ‹Sono Ichi›) - 188. 楫を絶え ‹其の二› (Kaji o Tae ‹Sono Ni›) - 189. 霊込 (Tamagome) - 190. 天乱発 (Ame Rappa) - 191. 彼岸 (Higan) |

| - 192. Biga de Fogo - 193. Vigilância (Parte 1) - 194. Vigilância (Parte 2) - 195. Vigilância (Parte 3) - 196. Cem Pontos de Vista da Dança (Parte 1) - 197. Cem Pontos de Vista da Dança (Parte 2) | - 192. 火車 (Kasha) - 193. 墨守 ‹其の一› (Bokushu ‹Sono Ichi›) - 194. 墨守 ‹其の二› (Bokushu ‹Sono Ni›) - 195. 墨守 ‹其の三› (Bokushu ‹Sono San›) - 196. 焉舞百景 ‹其の一› (Enbu Hyakkei ‹Sono Ichi›) - 197. 焉舞百景 ‹其の二› (Enbu Hyakkei ‹Sono Ni›) |

| - 198. Cem Pontos de Vista da Dança (Parte 3) - 199. Morte Gloriosa numa Tempestade de Inverno (Parte 1) - 200. Morte Gloriosa numa Tempestade de Inverno (Parte 2) - 201. O Azul que Abraça o Índigo - 202. A Espada da Lamentação - 203. Ventos Selvagens no Grande Concurso - 204. Sem Conhecer a Vida, Como Pode Conhecer a Morte? - 205. Como a Neve do Esquecimento - 206. Manji e Rin | - 198. 焉舞百景 ‹其の三› (Enbu Hyakkei ‹Sono San›) - 199. 寒雷散華 ‹其の一› (Kanrai Sange ‹Sono Ichi›) - 200. 寒雷散華 ‹其の二› (Kanrai Sange ‹Sono Ni›) - 201. 藍を抱く青 (Ai o Idaku Ao) - 202. 無念刀 (Munengatana) - 203. いと荒ましき風の競ひに (Itoaramashiki Kaze no Kioi ni) - 204. 未知生、焉知死 (Imada Sei o Shirazu, Izukunzo Shi o Shiran) - 205. 忘れ雪ほどろに (Wasureyuki Hodoro ni) - 206. 卍と凜 (Manji to Rin) |